# Jardín Botánico Reina Sirikit

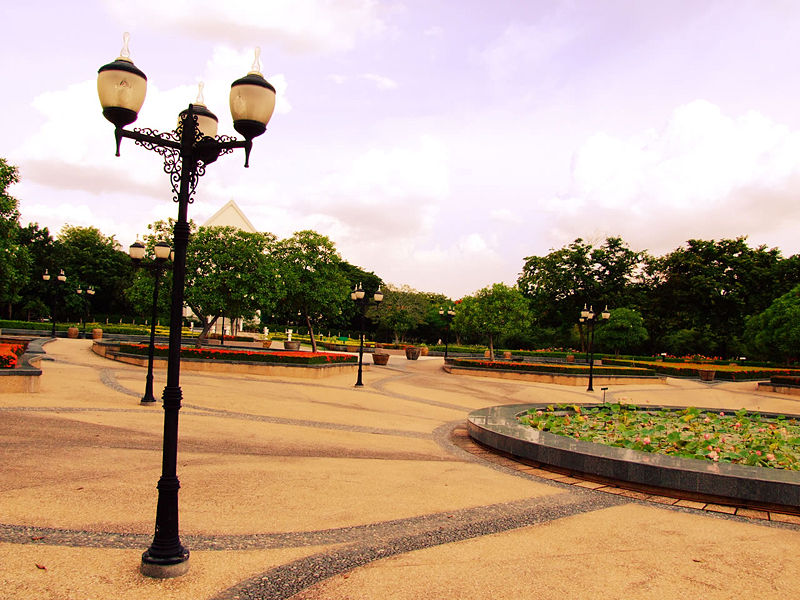
Plaza en el Jardín Botánico Reina Sirikit

El Jardín Botánico Reina Sirikit, en tailandés : สวนสมเด็จพระนางเจ้าสิริกิติ์ฯ, es un jardín botánico de 0,22 km² de extensión en el distrito Chatuchak, Bangkok, Tailandia. Forma parte del complejo más extenso del Parque Chatuchak. Es miembro del BGCI y presenta trabajos para la International Agenda for Botanic Gardens in Conservation. Su código de identificación internacional como botánico es BKF.

## Localización
Queen Sirikit Botanic Garden (สวนพฤกษศาสตร์สมเด็จพระนางเจ้าสิริกิติ์), P.O. Box 7, (100 หมู่ 9 ตำบลแม่แรม ) Mae Rim, Chiang Mai (จังหวัดเชียงใหม่ ), 50180 Tailandia-(อำเภอ แม่ริม )
- Teléfono: 66 53 841 000
- Altitud: 158,00 m s. n. m.

Se llega fácilmente al parque desde la estación del tren de cercanías elevado de « Mo Chit » BTS o por la estación de metro del Chatuchak Park MRT.

## Historia
El gobierno tailandés creó en 1992 la Organización del Jardín Botánico « Botanical Garden Organization » (BGO) para consolidar la investigación botánica y la conservación ex situ de los valiosos recursos vegetales de Tailandia. El BGO tenía el estatuto de una empresa del estado bajo dirección de la oficina del primer ministro. En octubre de 2002, como resultado la reforma de los sectores del estado, la BGO fue transferida bajo la responsabilidad de un nuevo ministerio - el ministerio de recursos naturales y del medioambiente. 
El jardín botánico de la reina Sirikit, era conocido anteriormente como Jardín Botánico Mae Sa, es el primer jardín botánico del país en cuanto a sus colecciones, los propósitos científicos que se persiguen, su enfoque en la educación y en la investigación botánica. 
En 1994, con motivo de las celebraciones del 60.º cumpleaños de la reina Sirikit se le cambió el nombre a "Jardín Botánico de la Reina Sirikit". 
Los objetivos principales del jardín son servir como centro para el estudio y la investigación botánica de la flora tailandesa, rendir servicios referentes a la biodiversidad y a la conservación medioambiental, así como para proporcionar un lugar estético para el público en general. 

## Colecciones
Dentro del jardín botánico hay un área de 900 hectáreas dedicada a la flora natural de la zona.
- Estanque, diseñado con una forma en la que se combinan las letras "S" del inglés y "ส" del tailandés, que representa las iniciales del nombre de su majestad la reina Sirikit. La parte del estanque de la letra "ส" se encuentra decorada con árboles de lluvia dorada (Cassia fistula L.) con flores de un amarillo brillante y en la parte de la "S" con árboles de la flor de la reina (Lagerstroemia speciosa) con una floración púrpura rosada.
- Colección de plantas locales , donde las plantas se nombran por la familia real, las plantas de las residencias reales y plantas exóticas de otros países. Hay diferentes zonas donde se agrupan las plantas como: "Banana Tree Garden" con más de 70 variedades de bananas, "Plumeria Yard" con especies de Plumeria que forman tapices de colores, "Asoke Yard" con una colección de árboles de espectaculares y coloristas floraciones, "Ixora Yard" con tapices de color de plantas florales durante todo el año, "Hibiscus Yard", una colección de Hibiscus.
- Estanques de lotos y lirios de agua, en el jardín botánico son abundantes las fuentes y estanques donde florecen diversas especies y variedades de lotos tanto de Tailandia como del extranjero.
- Jardines formales europeos, donde ficus "hojas doradas" (ficus microcarpa) están modelados formando lechos paisajistas, aquí se encuentra la rara especie de Tailandia « Yan Da Oh » (Bauhinia auroifolia, con hojas de colores dorados con tonos cambiantes a lo largo del año), que es una nueva especie de descubrimiento reciente y se encuentra en estado silvestre solamente en las cascadas « Ba Jo » en las « montañas Budo », en el Parque nacional de las Montañas Budo-Sungai Padi, provincia de Narathiwat, y el Lygodium sp. la viña silvestre de las selvas de Tailandia.
- Jardín de Árboles de Buenos Auspicios, en una zona de 0.768 hectáreas que imita el mapa de Tailandia, los árboles de buenos auspicios propios de cada una de las 76 provincias crecen en la zona del mapa que corresponde a cada una de las provincias. Están identificados con placas con el nombre común, el científico, y el nombre de la provincia a la que corresponden. El diseño de los senderos imita el trazado de las principales carreteras de Tailandia: Phahonyothin Road, Mittraphab Road y Sukhumwit Road conectando el norte, el sur, el noreste y el este.
- Arboretum
- Herbario

## Actividades
- Programa de Conservación de especies amenazadas y en peligro de extinción
- Programa de Plantas Medicinales
- Conservación Ex Situ de plantas
- Programas de reintroducción de plantas en su medio natural
- Biotecnología
- Conservación Biológica
- Conservación Genética
- Banco de datos
- Programas de Educación
- Etnobotánica
- Horticultura
- Sistemática y Taxonomía